# Expresso Telecom
Expresso Telecom est une entreprise africaine de services de télécommunications, filiale du groupe soudanais Sudatel Telecom Group (STG). Elle se constitue en opérateur de téléphonie mobile sur cinq marchés africains : Ghana, Guinée, Mauritanie, Sénégal et Soudan. 

## Activités et marchés
Chinguitel Mauritanie ouvre son service commercial en août 2007 après avoir obtenu une licence d'opérateur de télécommunications en 2006.
Expresso Sénégal ouvre son service commercial en janvier 2009 après avoir obtenu une licence de fournisseur de technologie d'information et de télécommunications en novembre 2007. En 2023, il est le 3e opérateur mobile du Sénégal avec une part de marché de 17,18 %.